# Place du Havre
La place du Havre est une place des 8e et 9e arrondissements de Paris.

## Situation et accès
Elle est située au carrefour des rues Saint-Lazare, du Havre et d'Amsterdam. Elle est également bordée par la cour du Havre, l'une des deux cours d'accès à la gare Saint-Lazare et à la station du métro de Paris du même nom.
La place du Havre est directement desservie par les lignes de métro 3, 12, 13 et 14 à la station Saint-Lazare.

## Origine du nom

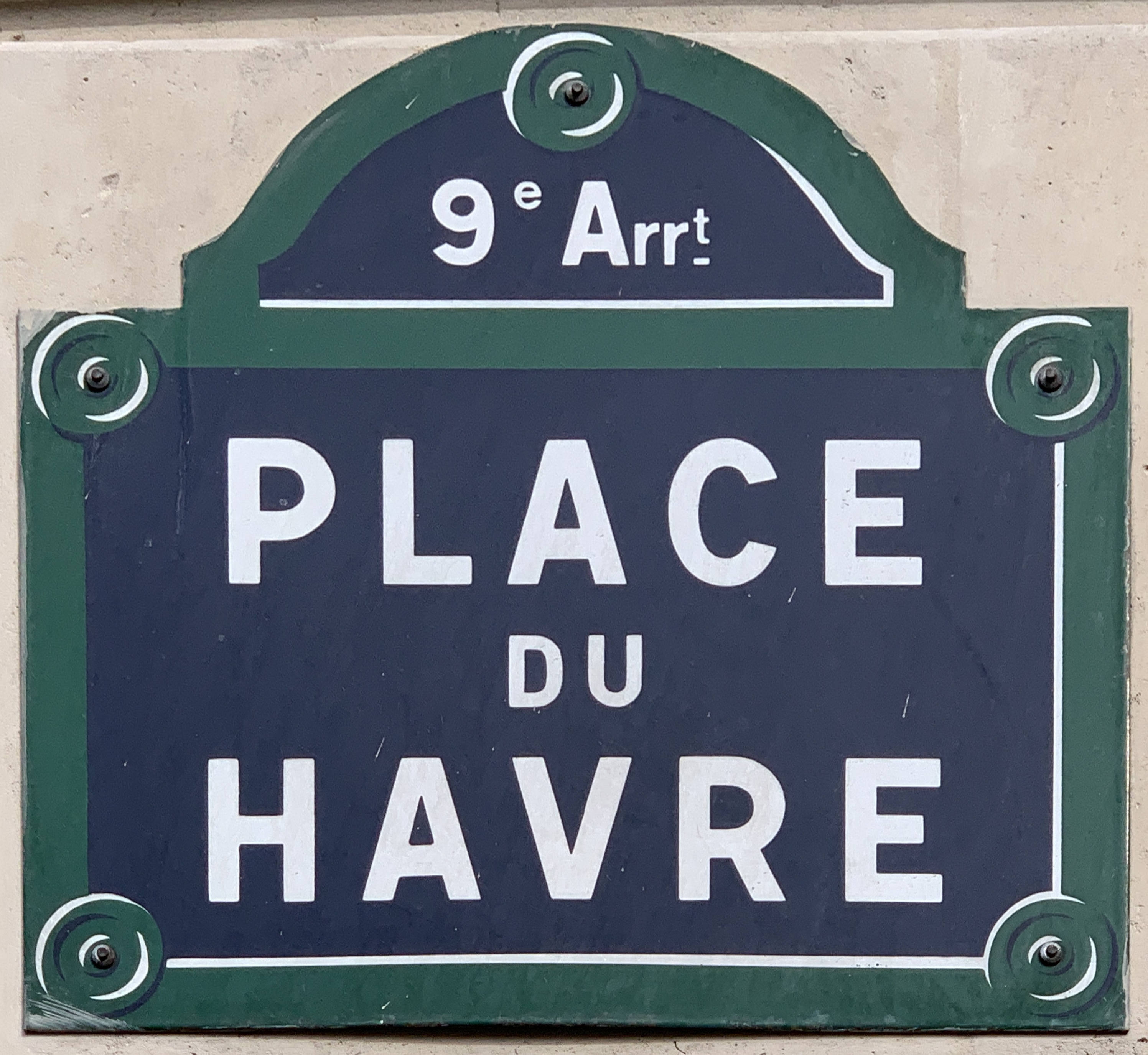
Plaque de la place.

Elle doit son nom depuis la seconde moitié du XIXe siècle au fait que les trains pour Le Havre partaient de la gare de l'Ouest, actuelle gare Saint-Lazare, devant laquelle elle donne.

## Historique

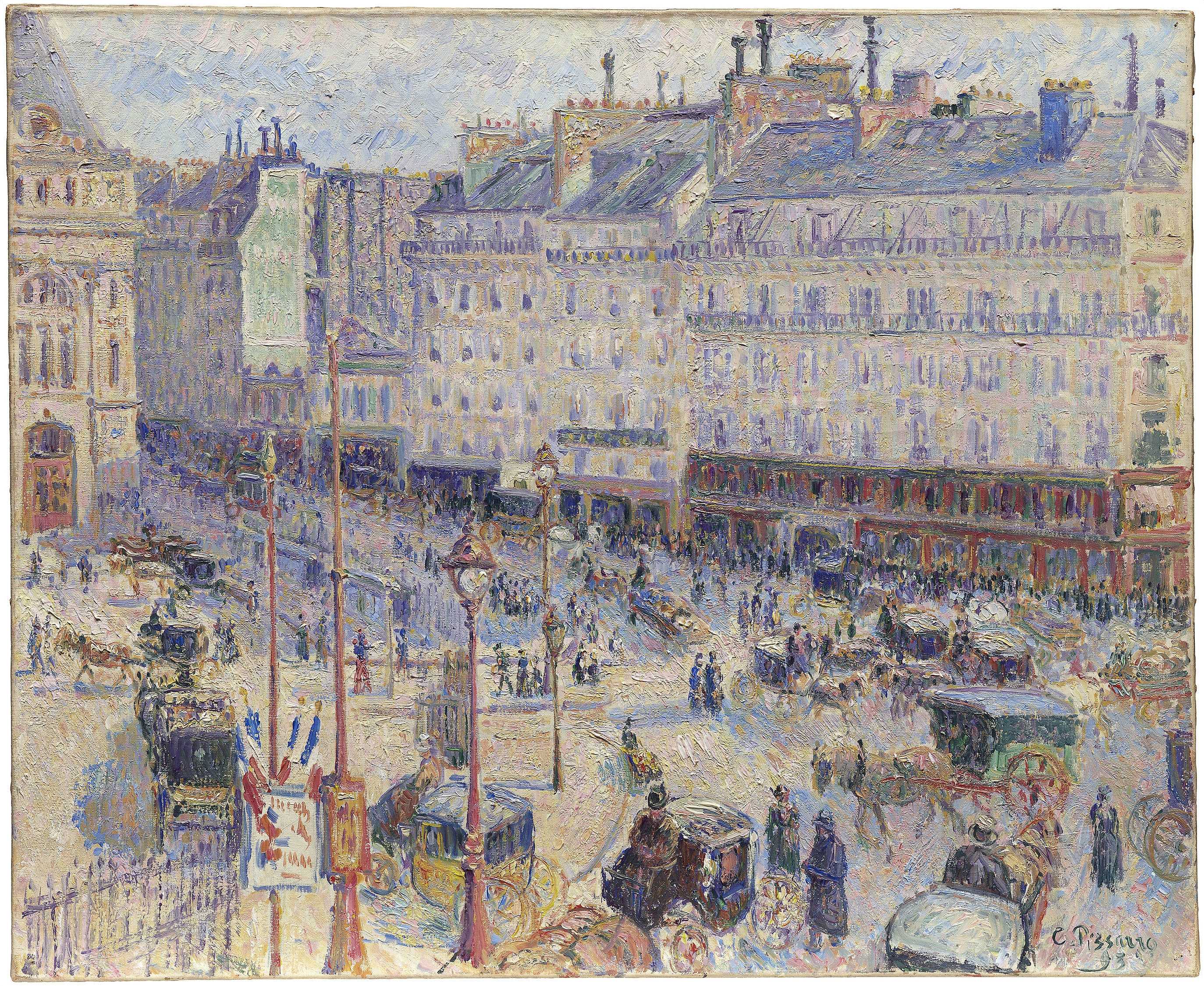
La Place du Havre (1893) par Camille Pissarro, Art Institute of Chicago

Se trouvant sur le tracé de l'ancien cours de la Seine, la place se trouve inondée par la crue de 1802. Quant à la crue de janvier 1910, elle est également arrivée jusque-là.
Camille Pissarro loue des chambres d'hôtel dans Paris et réalise des vues du haut de l'immeuble où il séjourne. La Place du Havre, Paris est une scène animée par le bruit et le mouvement de la circulation et des piétons. C'est sa vue depuis sa fenêtre de l'Hôtel Garnier à Paris, où il séjourna quelques semaines au début de 1893. Le bâtiment au bord gauche de la toile est la Gare Saint-Lazare.
Au XIXe siècle, un restaurant Bouillon Duval se trouvait aux nos 12-14.

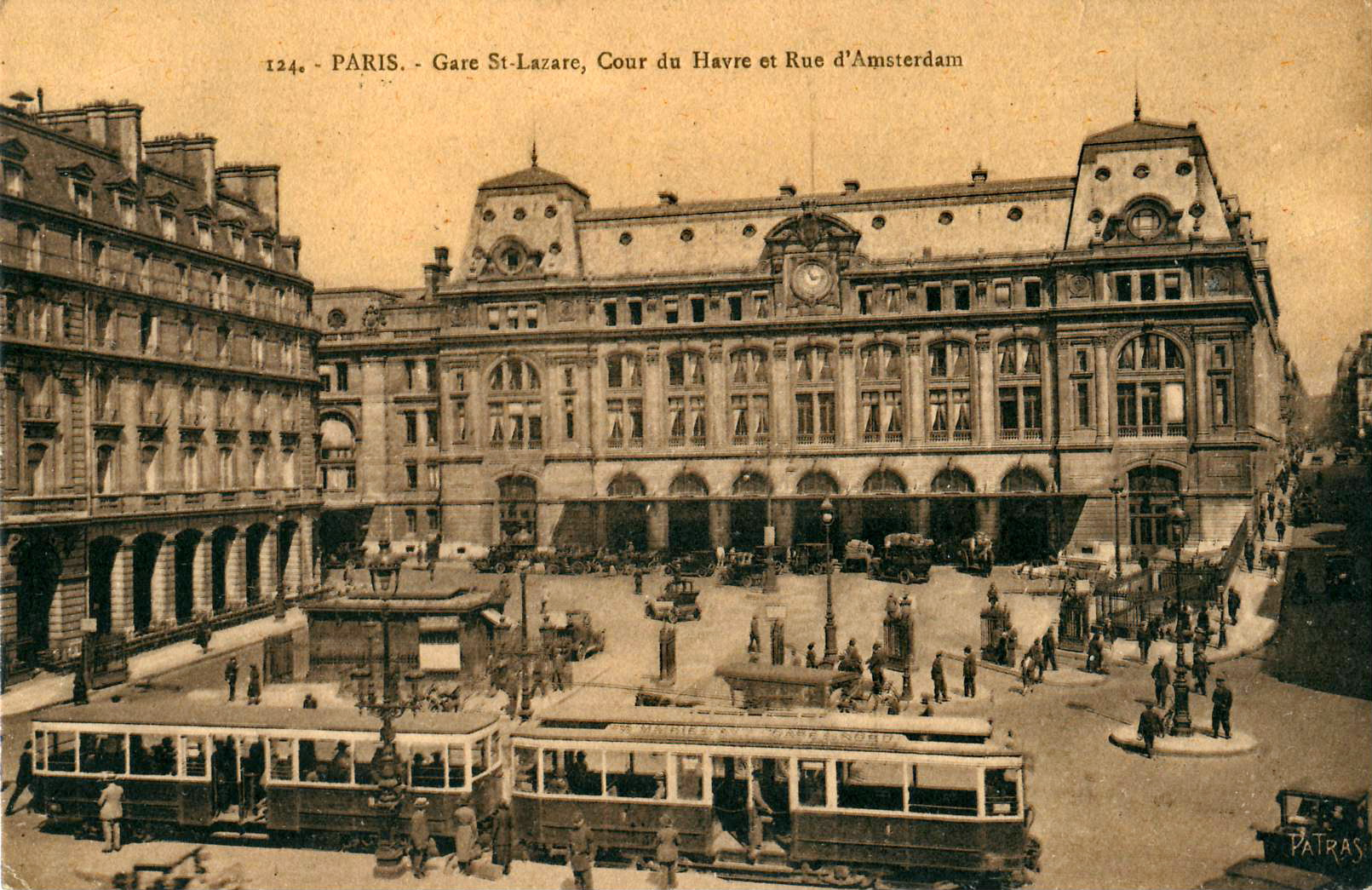
Tramway de la STCRP circulant place du Havre, vers 1926.

Le 27 février 1912, la place du Havre est le théâtre d'un fait divers sanglant, le meurtre de l'agent de police Garnier par la bande à Bonnot.